# Gelete Burka
Gelete Burka Bati (Kofele, Arsi, 15 februari 1986) is een Ethiopische atlete. Ze is gespecialiseerd in de middellange en lange afstanden en werd in 2006 wereldkampioene veldlopen (korte afstand). Bij de junioren werd zij op dit kampioenschap derde in 2003 en zegevierde zij in 2005.

## Biografie

### Eerste internationale successen
Burka kreeg in 2003 voor het eerst internationale bekendheid door het winnen van een bronzen medaille op de wereldkampioenschappen veldlopen voor junioren in Lausanne. In 2004 werd ze Ethiopisch kampioene op de 800 m, waarbij ze de wereldindoorkampioene op de 1500 m, Kutre Dulecha, en de wereldkampioene veldlopen bij de junioren 2004, Mestawot Tadesse, versloeg.
Gelete Burka kon zich in 2004 op een haar na (0,2 sec.) niet kwalificeren voor de olympische 1500 m in Athene. Op de wereldkampioenschappen van 2005 werd ze achtste op de 1500 m en een maand later won ze brons op de 3000 m tijdens de Wereldatletiekfinale in Monaco.

### Tweemaal wereldkampioene
Op 2 april 2006 werd Gelete Burka wereldkampioene bij de senioren op de WK veldlopen (4 km) in Fukuoka. Een jaar later eindigde ze als vierde op de WK veldlopen, ditmaal op de lange afstand, en realiseerde zij tijdens de Fanny Blankers-Koen Games met een tijd van 14.38,18 de beste wereldprestatie op de 5000 m voor vrouwen.
Op de wereldindoorkampioenschappen van 2008 in het Spaanse Valencia won Burka met een tijd van 3.59,75 op de 1500 m aanvankelijk een bronzen medaille. Toen naderhand bekend werd, dat de twee Russinnen Jelena Soboleva en Joelia Fomenko, die het goud en zilver hadden veroverd, beiden het dopingreglement hadden overtreden en in verband hiermee hun plakken weer moesten inleveren, werd Burka uiteindelijk alsnog tot wereldindoorkampioene gekroond. Haar tijd betekende overigens een Afrikaans record. Ook op de Olympische Spelen van 2008 vertegenwoordigde ze Ethiopië op de 1500 m, maar hier sneuvelde ze met een tijd van 4.15,77 in de kwalificatieronde.

### Valpartij op WK
Een jaar later op de WK in Berlijn stond zij er bij de start van de 1500 m veel beter voor. Burka had eerder zowel haar serie (in 4.07,75) als haar halve finale (in 4.10,19) gewonnen en gold dus als een van de favorietes voor de eindzege. Die rol leek ze te gaan waarmaken, want op 150 meter voor de finish liep ze nog op kop. De Spaanse Natalia Rodríguez passeerde haar toen echter binnendoor en gaf Burka hierbij een dusdanige por, dat die tegen de vlakte ging en haar knie bezeerde. Voor Rodriguez was nu de weg vrij en zij won de eindsprint dan ook, om even later te worden gediskwalificeerd. De als tweede gefinishte Maryam Jamal kreeg nu de overwinning in de schoot geworpen en prolongeerde haar titel uit 2007.
Vervolgens kwam Gelete Burka in 2010 naar de WK indoor in Doha om haar titel op de 1500 m te verdedigen. Hierin slaagde zij echter niet. In de eindsprint werd zij geklopt door haar jongere landgenote Kalkidan Gezahegne, terwijl zij ook Natalia Rodriguez wederom op haar pad vond, die haar ditmaal legaal passeerde, waardoor Burka genoegen moest nemen met het brons. Later, in het buitenseizoen, op de Afrikaanse kampioenschappen in Nairobi, was het vervolgens olympisch kampioene Nancy Langat die haar op de 1500 m de pas afsneed en het goud voor de neus van de Ethiopische wegkaapte.

### Nieuwe teleurstelling
In 2011 wist Burka tijdens de Prefontaine Classic de 1500 m te winnen in 4.04,63, maar later dat seizoen slaagde zij er tijdens de WK in Daegu op dezelfde afstand niet in om verder te komen dan de halve finale, waarin ze de finish niet haalde. Net als twee jaar eerder in Berlijn, toen zij door een valpartij een fikse teleurstelling had moeten incasseren, werd het ook in Daegu niet wat zij er van tevoren van had verwacht.
Op de WK indoor van 2012 verkoos Gelete Burka ditmaal de 3000 m en op deze afstand haalde zij eveneens het erepodium, al was het opnieuw de laagste trede, want de Keniaanse Hellen Obiri (eerste in 8.37,16) en haar landgenote Meseret Defar (tweede in 8.38,26) waren haar net even te sterk. Dat zij zich nu focuste op de langere afstanden, bleek vervolgens ook in de Diamond League-serie, waar zij bij diverse gelegenheden zowel op de 3000 m als op de 5000 m steeds als vierde eindigde. Het erepodium bleef dus altijd net uit het zicht.
Op de Olympische Spelen van 2012 in Londen nam Burka deel aan de 5000 m, waarop zij zich na seriewinst in 15.01,44 voor de finale plaatste. Hierin wist ze die eerdere prestatie niet te evenaren en met een tijd van 15.10,66 werd ze vijfde.

### Debuut op de weg
Aan het eind van het jaar maakte Burka haar debuut op de weg: op de Zevenheuvelenloop in Nijmegen werd zij op de 15 km, gewonnen door haar landgenote Tirunesh Dibaba in 47.08, vijfde in 49.26. Haar allerlaatste wedstrijd van het jaar, de San Silvestre Vallecana in Madrid op 31 december, beëindigde zij met een overwinning op de 10 km in 30.53, een Ethiopisch record, dat echter om onduidelijke redenen nooit in de recordboeken is opgenomen.

### Onsuccesvolle WK en marathondebuut
Burka bereidde zichzelf in 2013 voor om te presteren op de 5000 m bij de WK van Moskou. Zo liep ze naar een derde plek bij de Meeting Areva op deze afstand. Ze werd uiteindelijk echter niet geselecteerd voor de 5000 m door de Ethiopische bond, wel kon ze meedoen aan de 1500 m. Op deze afstand kwam ze niet door de series heen. Omdat ze een weddenschap had gesloten dat ze een marathon zou lopen als ze geen medaille zou winnen in Moskou, besloot ze mee te doen aan de Marathon van Frankfurt. Van tevoren gaf ze aan een tijd van 2:20 te ambiëren, maar ze verloor de laatste vijftien kilometer uiteindelijk veel tijd op dat schema. Ze liep 2:30.40, goed voor een twaalfde plek.

## Titels
- Wereldkampioene veldlopen (korte afstand) - 2006
- Wereldindoorkampioene 1500 m - 2008
- Wereldjeugdkampioene veldlopen - 2005
- Ethiopisch kampioene 1500 m - 2004, 2005
- Ethiopisch kampioene 5000 m - 2005

## Persoonlijke records
Baan
| Onderdeel   | Prestatie    | Datum            | Plaats         |
| ----------- | ------------ | ---------------- | -------------- |
| 800 m       | 2.02,89      | 30 mei 2010      | Hengelo        |
| 1500 m      | 3.58,79      | 1 juni 2009      | Hengelo        |
| 1 Eng. mijl | 4.18,23 (AR) | 7 september 2008 | Rieti          |
| 2000 m      | 5.30,19 (NR) | 4 september 2009 | Brussel        |
| 3000 m      | 8.25,92      | 25 juli 2006     | Stockholm      |
| 5000 m      | 14.31,20     | 27 juni 2007     | Ostrava        |
| 10.000 m    | 30.26,66     | 12 augustus 2016 | Rio de Janeiro |

Weg
| Onderdeel      | Prestatie | Datum            | Plaats    |
| -------------- | --------- | ---------------- | --------- |
| 10 km          | 32.01     | 10 mei 2014      | New York  |
| 15 km          | 49.26     | 18 november 2012 | Nijmegen  |
| 20 km          | 1:07.26   | 27 oktober 2013  | Frankfurt |
| halve marathon | 1:06.11   | 28 oktober 2018  | Valencia  |
| 25 km          | 1:24.17   | 27 oktober 2013  | Frankfurt |
| 30 km          | 1:42.28   | 27 oktober 2013  | Frankfurt |
| marathon       | 2:20.45   | 26 januari 2018  | Dubai     |

Indoor
| Onderdeel   | Prestatie    | Datum            | Plaats     |
| ----------- | ------------ | ---------------- | ---------- |
| 1500 m      | 3.59,75 (AR) | 9 maart 2008     | Valencia   |
| 1 Eng. mijl | 4.23,53      | 20 februari 2010 | Birmingham |
| 3000 m      | 8.31,94      | 16 februari 2008 | Birmingham |

## Palmares

### 1500 m
- 2005: 8e WK - 4.04,77
- 2008:  WK indoor - 3.59,75
- 2009:  FBK Games - 3.58,79
- 2009: DNF WK (in serie: 4.07,75)
- 2010:  WK indoor - 4.08,39
- 2010:  Afrikaanse kamp. - 4.11,12
- 2011: DNF WK (in serie: 4.07,91)
- 2013: 10e in series WK - 4.11,26

### 3000 m
- 2003:  Flanders Cup in Gent - 9.02,44
- 2005:  Qatar Athletic Super Grand Prix in Doha - 8.39,90
- 2005:  Wereldatletiekfinale - 8.48,65
- 2006:  DN Galan - 8.25,92
- 2006: 6e Wereldatletiekfinale - 8.41,22
- 2012:  WK indoor - 8.40,18

### 5000 m
- 2006:  Golden Grand Prix in Shanghai - 14.55,64
- 2007:  FBK Games - 14.38,18
- 2007:  Golden Spike in Ostrava - 14.31,20
- 2007: 10e WK - 15.07,46 (in serie: 15.07,21)
- 2008:  FBK Games - 14.45,84
- 2012: 5e OS - 15.10,66 (in serie: 15.01,44)
- 2013: 4e FBK Games - 14.54,76

### 10.000 m
- 2015:  Stanford Invitational in Palo Alto - 31.08,16
- 2015:  Ethiopian Trials in Hengelo - 30.49,68
- 2015:  WK in Peking - 31.41,77
- 2015:  Afrikaanse Spelen in Brazzaville - 31.38,33
- 2016:  FBK Games in Hengelo - 30.28,47
- 2016: 8e OS - 30.26,66

### 5 km
- 2013:  Carlsbad - 15.26
- 2015:  Carlsbad - 15.13
- 2015: 4e BAA in Boston - 14.5

### 10 km
- 2011:  San Silvestre Vallecana in Madrid - 31.30
- 2012:  San Silvestre Vallecana in Madrid - 30.53
- 2014: 4e Healthy Kidney in New York - 32.01
- 2017:  World's Best 10K in San Juan - 32.01

### 15 km
- 2012: 5e Zevenheuvelenloop - 49.26

### halve marathon
- 2014:  halve marathon van Bogota - 1:15.38
- 2016: 7e halve marathon van New Delhi - 1:09.32
- 2017: 4e halve marathon van Valencia - 1:08.18
- 2018:  halve marathon van Valencia - 1:06.11

### marathon
- 2013: 12e marathon van Frankfurt - 2:30.40
- 2014:  marathon van Houston - 2:26.03
- 2014: 7e Chicago Marathon - 2:34.17 (na DSQ van Rita Jeptoo)
- 2018: 6e marathon van Dubai - 2:20.45
- 2018:  marathon van Abu Dhabi - 2:24.07

### overige afstanden
- 2005:  4 Mijl van Groningen - 19.51

### veldlopen
- 2003:  WK junioren in Lausanne - 20.28
- 2005:  WK junioren in Saint Galmier - 20.12
- 2006:  WK korte afstand in Fukuoka - 12.51
- 2007: 4e WK in Mombasa - 26.55
- 2008: 6e WK in Edinburgh - 25.35
- 2009: 8e WK in Amman - 26.58

### Golden League-podiumplekken
- 2006: 5000 m  Meeting Gaz de France – 14.55,02
- 2006: 5000 m  Golden Gala – 14.54,15
- 2007: 1500 m  Meeting Gaz de France – 4.00,68
- 2009: 2000 m  Memorial Van Damme – 5.30,19

### Diamond League-podiumplekken
- 2010: 1500 m  Qatar Athletic Super Grand Prix – 4.02,16
- 2010: 1500 m  Adidas Grand Prix – 4.03,35
- 2010: 1500 m  Athletissima – 3.59,28
- 2010: 1500 m  Weltklasse Zürich – 4.02,26
- 2011: 1500 m  Golden Gala – 4.03,28
- 2011: 1500 m  Prefontaine Classic – 4.04,63
- 2012: 5000 m  Adidas Grand Prix – 15.02,74
- 2013: 5000 m  Meeting Areva – 14.42,07
- 2016: 3000 m  Qatar Athletic Super Grand Prix - 8.28,49